# ویلیام هنری پرکین
ویلیام هنری پرکین (به انگلیسی: William Henry Perkin) ‏(۱۲ مارس ۱۸۳۸ - ۱۴ ژوئیهٔ ۱۹۰۷) یک شیمی‌دان انگلیسی بود، که بیش از هر چیز به‌خاطر کشف نخستین رنگ آنیلین، یعنی Mauveine در سنّ ۱۸ سالگی شناخته می‌شود.

## سال‌های آغازین
ویلیام پرکین در انتهای شرقی لندن به دنیا آمد. او در میان هفت فرزند پدرش، جرج پرکین، که یک نجّار موفّق بود، کوچک‌ترین بود. مادرش سارا، در اصل یک اسکاتلندی بود ولی در کودکی به لندن مهاجرت کرده‌بود. او در کلیسای محلّی سنت پل واقع در شادول غسل تعمید داده‌شد که پیش از آن مشاهیری همچون جیمز کوک، جین رندولف (مادر توماس جفرسون)، و جان وزلی نیز در آن غسل تعمید داده شده‌بودند.
در سنّ ۱۴ سالگی، پرکین به مدرسهٔ شهر لندن رفت و در آن‌جا بود که از آموزش به‌وسیلهٔ توماس گولد بهره‌مند شد. توماس گولد استعداد علمی ویلیام پرکین را شکوفا کرد و او را تشویق نمود که حرفه‌ای در علم شیمی را برای خود برگزیند.